# Elda Di Malio
Elda Di Malio Mazzini (Texas, 12 de enero de 1946 - Lima, 29 de septiembre del 2017), conocida como Elda Di Malio, fue una pintora de ascendencia italiana residente en Perú. Perteneciente a la generación de los 70, su pintura se caracterizó por una marcada tendencia a la abstracción para luego, con el tiempo, tomar una corriente estética más independiente. Su obra participó de exhibiciones en diversos países latinoamericanos y europeos.

## Formación
En 1946, año de su nacimiento, llega a Lima desde Italia con sus padres, Donato Di Malio y Alicia Mazzini, para radicar definitivamente en Perú. Era la segunda de tres hermanas, demostrando un extraordinario interés por el arte desde que era una niña. Inicia sus estudios artísticos en 1962 a través de la academia privada del artista Germán Suárez Vértiz en donde aprende los rudimentos técnicos de la pintura al óleo y el pastel. Posteriormente, en 1963, continua sus estudios en la recién fundada Academia del Museo de Arte de Lima, en el cual sigue cursos prácticos y teóricos con Leslie Lee, Emilio Hart-Terré, Mahia Biblos y Juan Acha. Tras el cierre de la academia del Museo un año después, forma una agrupación con sus maestros y compañeros para continuar su formación en un local privado en la avenida Wilson, la Asociación Artística y Cultural “Jueves” en donde tiene de maestros a los reconocidos artistas Sabino Springett y Hermann Braun, y clases particulares con el maestro Teodoro Núñez Ureta. Es en este espacio donde conocería a quien sería más adelante su esposo, Venancio Shinki. En el año de 1965 realiza su primer viaje a Europa, en donde se matricula en la Universidad Italiana para Extranjeros. Allí recibió cursos de historia y cultura italianas y de pintura y cerámica en la academia artística “Pietro Vannucci” en Perugia. Tras su regreso a Lima, en 1966, concluye su aprendizaje de técnicas de cerámica en el Centro Piloto Artesanal de Miraflores con los profesores Bustinza y Bernasconi. En el año de 1968 concluye sus estudios con la Asociación Artística y Cultural “Jueves”. En 1974 retorna a Italia, y en Milán aprende las técnicas del aguafuerte y la aguatinta en el taller gráfico de Giorgio Upiglio.  Unos años después, es admitida por la Escuela Nacional de Bellas Artes, de donde egresa en 1972 obteniendo la medalla de oro de su promoción.  En 1976 estudia fotografía en la Foto Galería Secuencia bajo la dirección de Fernando la Rosa. Ese mismo año, 1976, se retira de la Asociación Peruana de Artistas Plásticos, para formar el nuevo Sindicato Único de Trabajadores de las artes Plásticas-Sutap.

## Obra
Elda Di Malio realizó su primera muestra individual en noviembre de 1973, en la Galería Trapecio, después de haber participado ya en varias muestras colectivas. Un año después, realiza su segunda muestra individual en la Galería 9. Su trabajo inicial empieza a definirse a mitad de la década de los sesenta, época en la que empezaba a consolidarse una temprana modernidad artística internacional en el Perú, definida por una serie de propuestas vanguardistas como el Arte Pop, el Op-Art, el arte conceptual o la abstracción minimalista. Aunque Di Malio siguió con interés estas manifestaciones, su vocación se inclinó por las tendencias académicas dominantes del momento regidas por la abstracción expresionista. Mientras sus compañeros trataban de asimilar dentro de su producción, de manera parcial, esta euforia experimental, la artista asumió la profesión de la pintura de manera radical e irrenunciable.
Su carrera tiene más de 15 exposiciones individuales y colectivas múltiples. Ha viajado a cuatro continentes para exponer su obra o realizar giras culturales, lo que le ha permitido visitar culturas milenarias de Europa, Asia y África. Empezó a involucrarse en proyectos relacionados con las artes visuales, colaborando en diferentes concursos y obras benéficas. Recibió un premio y una exposición retrospectiva de sus 35 años de carrera en el ICPNA. Su obra, de corte abstracto, se caracterizó por representaciones monocromáticas en tonos neutrales, los cuales intensificaban la sensación de soledad y fragilidad de sus personajes.

Pintar es encerrarme en mi misma, es ir avanzando sola por un camino de luz y oscuridad, buscar respuestas sin preguntas concretas. Es borrarme del mundo y entregarme a la tela hasta el límite de mi fuerza, es luchar con ella y darle todo lo que puedo, es sentir que en cada obra voy dejando un pedazo de mi misma.
Me gusta pintar el árbol, el árbol como símbolo de vida. Un árbol que absorba la energía subterránea del mundo de los muertos para renacer fuerte, seguro y poderoso.
Elda Di Malio

## Distinciones
- Gran Premio de Honor y Medalla de Oro. Escuela Nacional de Bellas Artes (1972).[11]

## Exposiciones
- Galería Trapecio, Lima, Perú (1973).
- Galería Nueve, Lima, Perú (1974).
- Galería Nueve, Lima, Perú (1976).
- Elda Di Malio : muestra antológica, 1968-2005. Galería Germán Krüger Espantoso, Lima, Perú (2005).[12]

- La otra mitad de nosotros. Centro Cultural Inca Garcilaso, Lima, Perú (2009).[13]
- Arte peruano en los siglos XIX. Centro Cultural Petroperú, Lima, Perú (2012).[14]
- Dibujo sobre tela. Galería Cecilia González Arte Contemporáneo. Lima, Perú (2014).[15]
- Obra Gráfica Artistas Contemporáneos. Galería de Arte Cecilia González & Denise Dourojeanni, Lima, Perú (2014).[16]
- Elda Di Malio: vida y trayectoria. Instituto Italiano de Cultura, Lima, Perú (2017-2018).[17]